# История коммунистических учений
Коммунизм — общее название учений, провозглашающих целью преодоление частной собственности и освобождение человека и общества от экономического и социального гнёта.
Слово «коммунизм» объединяет те религиозные, нравственные и экономические учения, которые считают, что субъектом всех имущественных прав должна быть не личность, а община, союз, народ или всё человечество, и при этом основанием распределения имущества должны служить потребности людей. Хотя термин «коммунизм» применяли к себе лишь позднейшие из этих учений (приблизительно с XIX века), базовые коммунистические идеи фактически появились ещё в древности и постепенно развивались в средневековье.

## Древние коммунистические идеи
Коммунистическое учение появляется сначала в религиозной форме: религия своим авторитетом как бы освящает уже исчезнувшие или исчезавшие формы, казавшиеся прекрасными в силу того убеждения, что золотой век — позади. Царство богов, по преданию[какому?], было временем полного господства коммунизма. Братскую жизнь в коммунизме вели многие жрецы античного мира (в Мемфисе, Фивах, Дельфах, Элевсине, Самофракии), галльские друиды и еврейские пророки. Тот же режим практиковался в буддийских монастырях. Нравственно-религиозным характером отличались и коммунистические учения китайских философов Ян Чжу и Мо-ди, из которых последний требовал общности имущества, жён и детей.
В Греции коммунизм получил выражение в не дошедших до нас социальных романах, идеализировавших общественный быт варваров, например скифов, и приписывавших им коммунистический образ жизни, а равно и в учениях многих философов. Фалеас из Халкидона первый, по словам Аристотеля, предложил план реорганизации общества на началах полного равенства и общего обладания землёй. Софисты распространяли коммунистические идеи. Именно их, по всей вероятности, изобразил Аристофан в комедии «Женщины в народном собрании» (Ἐκκλεσιάζουσαι). Здесь афинянка Праксагора рисует картину жизни при «коммунистических» порядках, когда всё имущество будет обобщено и каждый получит свою часть для жизни; при этом землю обрабатывать будут рабы, суды и супружеские связи упразднятся, дети тоже станут считаться общими.
Пифагор собирал вокруг себя учеников, которые с ним вместе практиковали систему полного общения имуществ. Более 2000 лиц в великой Греции усвоили себе, по словам его биографа Порфирия, коммунистический образ мыслей Пифагора. Принцип пифагорейцев: inter amicos omnia communia (среди друзей всё общее). Эпикурейцы, если верить Диогену Лаэрцию, тоже вели коммунистический образ жизни. Самая полная теоретическая разработка коммунистического идеала в Греции принадлежит Платону. «Лучшее государство, лучшее правление, лучшие законы — говорит он в своём разговоре „О законах“ — суть те, которые выполняют старинное изречение: у друзей всё общее, и если можно — общие жёны, общие дети, общие имения». В разговоре «О государстве» Платон рисует идеальный, по его мнению, общественный строй, в котором два высших класса воинов (или стражей) и правителей (или философов) ведут коммунистический образ жизни и не имеют собственности. Трудами третьего класса — ремесленников и земледельцев — они удовлетворяют свои необходимые потребности; роскошь и хранение драгоценных металлов им возбраняется; их коммунизм простирается на одежду, пищу, жилище, на жён и детей. «Общность жён и детей доставит величайшее благо. Каждый будет видеть в другом сестру или брата, сына или дочь, отца или мать».
Коммунистические идеи Пифагора и Платона нашли себе позднее последователей в лице Аполлония Тианского и Плотина, причём последний добивался их практического осуществления, но безуспешно. Настоящим убежищем коммунизма продолжали быть религиозные секты (Ессеи, Терапевты). «Все верующие были вместе и имели всё общее: и продавали имения и всякую собственность, и разделяли всем, смотря по нужде каждого» (Деяния св. Апостолов, II, 44—45). Позже коммунистические идеи делаются достоянием отпавших от правоверия сект, но и в среде церкви получают применение в монастырях. В начале II века Карпократ, философ из Александрии, требовал общности жён и имущества, вытекающей, по его мнению, из законов природы.
Из Египта и Сирии получили начало целый ряд других сект: фибионитов, агапетов и других, исповедовавших учение коммунизма. Непосредственно из среды христиан вышли в I столетии николаиты, видевшие в добровольной проституции принижение плоти и выводившие имущественный коммунизм из учения и примера апостолов.

## Коммунистические движения Востока

### Маздакиты
Религиозно-философское учение маздакизм получило распространение в Иране и некоторых соседних странах в раннее средневековье. Названо по имени Маздака, сына Бамдада — руководителя маздакитского движения (хотя само учение возникло ещё в конце III века под влиянием распространявшегося манихейства). Основателем учения является зороастрийский священник Зардушт-и Хурракан, живший во времена правления шаха Бахрама V, отсюда и другое название этого учения — «зардуштакан». В его основу легли идеи гностиков Карпократа и римлянина Бундоса, переселившегося в Иран в 300 г.н. э. Главный постулат маздакизма гласил, что в основе мирового процесса лежит борьба между светлым, добрым началом, действующим разумно и закономерно, и тёмным, злым началом, представляющим собой хаос и случайность, и что эта борьба неизбежно завершится (уже в «этом мире») победой «добра» над «злом».
Маздакизм содержал распространённые в ряде сект Ирана и Римской империи идеи о необходимости взаимопомощи, о равенстве имущества и т. п. Призывая к борьбе за уничтожение социального неравенства, отождествлявшегося со «злом» и противопоставлявшегося «добру», к насильственному осуществлению «данного богом» всеобщего равенства, маздакизм стал в конце V века идеологией маздакитского движения крестьян и городской бедноты в государстве Сасанидов (начало 490-х годов — конец 520-х годов).
Общины маздакитов сохранялись в Иране, Средней Азии, Азербайджане вплоть до XIV века. Идеи маздакизма использовались во многих народных движениях средневекового Востока.

### Движение сербедаров
Народно-освободительное движение сербедаров XIV века, в котором участвовали широкие слои населения Ирана и Средней Азии против монголо-тюркской кочевой знати, проходило под идеологической оболочкой шиизма в сочетании с суфизмом. Идеологами движения были шейх Халифэ, проповедовавший в мечети г. Себзевара под видом суфийских поучений «новшества» и «мирские дела» (идею народного восстания), а после его убийства в 1335 — шейх Хасан Джури. Последний придал организации сербедаров форму дервишеского ордена. Многие ремесленники и крестьяне стали муридами (учениками) шейха.
В государстве сербедаров шла борьба между умеренным крылом и левым течением (дервиши), добивавшимся имущественного и социального равенства. С этим левым течением вынуждены были считаться и правители государства вплоть до 1364, когда победило умеренное крыло, расправившееся со своими противниками. Это обстоятельство ослабило государство сербедаров в Хорасане и в конечном счёте привело к его ликвидации Тимуром (1381).

## Средневековые коммунистические учения

### Религиозный коммунизм
В V веке коммунизм проповедуется Пелагием, утверждавшим, что богатые не будут допущены в царствие Божие. Его учение распространилось в Африке, Палестине, Сицилии, Галлиях и Британии. В то же время коммунизм пропагандируется в Персии пророком Маздаком и затем воспринимается арабами, среди которых возникает несколько коммунистических сект. В VII—VIII веках преследование навлекают на себя манихейцы, учившие, что материя — начало всяческого зла и выводившие отсюда обязательность полного коммунизма. Несмотря на то, что их было казнено до 100 тысяч, секта долгое время не исчезала и оказала большое влияние на последующие движения. В 1030 году в Турине сжигают еретиков, которые заявляют перед судом: omnem nostram possessionem cum omnibus communem habemus. Бедность и общность имуществ пропагандируется в XI и XII веках катарами и валденцами.
Около 1260 года в Анконе появляется секта так называемых фратичелли (братцев), ушедших из монастырей вследствие распущенности монастырской жизни и странствовавших по всей Италии и Франции, уча, что необходимым условием спасения является отказ от частной собственности. После тех преследований, которым эту секту подвергли Бонифаций VIII и Иоанн XXII, фратичелли исчезли, но имя их продолжало прилагаться ко многим коммунистическим сектам последующего времени и, между прочим, к беггардам, игравшим в Германии ту же роль, как фратичелли — в Италии. Во второй половине XIII века распространились ещё другие коммунистические секты — так называемых апостолов, во главе которых стоял Герардо Сегарелли, сожжённый на костре в 1304 году, и дольчинистов, последователей Дольчино, ученика Сагарелли, разделившего участь своего учителя.
Коммунистическим, но не столь оппозиционным характером отличались учения гумилиатов или pauperes catholici, бегинов и братьев и сестёр свободного духа. Секта последних была обломком беггардов и опиралась в своих коммунистических тенденциях на пантеистическое учение, по которому каждая душа — обитель Бога, материя же ей враждебна; поэтому человек, желающий иметь общение с Богом, должен отрешиться от всего недуховного.
В конце XV века громадную популярность снискала себе проповедь чешского пророка Богейма. «Князья, духовные и светские — говорил он — будут иметь только то, что будет иметь и народ, и тогда у всех всего будет довольно; дойдёт до того, что князья и господа станут работать, как подёнщики. Рыба в воде и дичь в поле будут принадлежать всем; подати, барщины, проценты, оброки, десятины духовным и светским господам будут отменены». Проповедь Богейма подготовила почву для распространения анабаптизма, поскольку он был политическим и социальным движением. По учению анабаптистов, «христианин не должен иметь никакой собственности; среди христиан должна быть установлена общность имуществ, как это было в апостольские времена». Некоторые анабаптисты требовали и общности жён (впоследствии отчасти осуществлённой Иоанном Лейденским), переводя евангельское предписание: «просящему дай» словами: «просящему отдайся». Побеждённые, анабаптисты рассеялись, но их учение долгое время ещё волновало крестьянское население Германии, Голландии и Швейцарии. В Моравии оно привело к основанию колонии, практиковавшей в своём общежитии мирный, дружеский коммунизм. Множеству других религиозных сект реформационной эпохи враждебные им историки приписывали коммунистические тенденции, но относительно большинства — совершенно несправедливо. Так же неосновательно называют коммунистическими общины гернгутеров, при совместности жизни и работе не отрицающих частной собственности, и в особенности знаменитые парагвайские колонии иезуитов, представлявшие собой в действительности не что иное, как своеобразную организацию принудительного крепостного труда.
Религиозный философ Павел Флоренский о коммунизме писал:

Идея общежития, как совместного жития в полной любви, единомыслии и экономическом единстве,— назовется ли она по-гречески киновией или по-латыни — коммунизмом, всегда столь близкая русской душе и сияющая в ней, как вожделеннейшая заповедь жизни,— была водружена и воплощена в Троице-Сергиевской Лавре Преподобным Сергием.— Троице-Сергиева Лавра и Россия

### Утопический коммунизм
Кроме аскетического коммунизма перечисленных выше сект и революционного коммунизма анабаптистов, средние века, уже на заре нового времени, породили коммунизм материалистический, выразившийся прежде всего в «Утопии» Томаса Мора, господствовавший в течение XVII—XVIII веков и получивший наиболее острое выражение в заговоре Бабёфа. Вдохновлённый Платоном, но в ещё большей степени — экономическими бедствиями современной ему английской жизни, Томас Мор нарисовал в своей «Утопии» (1516) материалистически-коммунистический идеал (по совокупности развиваемых в ней идей «Утопия» принадлежит, впрочем, больше к истории социализма, см. Утопический социализм). Население изображаемой Мором фантастической страны торговли не ведёт и денег не имеет, но получает всё необходимое от государства, в обмен на 6-часовой обязательный труд. Порабощение людей, по мнению Мора — следствие частной собственности. Самый совершенный общественный порядок — тот, который даёт наилучшее удовлетворение всех потребностей наибольшего количества людей. Получив огромное распространение, «Утопия» Мора заслужила одобрение некоторых наиболее образованных людей того времени (например Эразма Роттердамского) и вызвала целый ряд подражаний. Ближайшее — «I mondi celesti, terrestri e infernali» (1552), Дони.
Более оригинальным преемником Мора был Кампанелла, в своём фантастическом романе «Civitas soli» (1620) доведший коммунизм до крайности (общие жёны) и в то же время придавший ему теократический оттенок.
Из позднейших коммунистических утопий упоминания заслуживают: «История Севарамбов» («Histoire des Sevarambes», 1677), Верасса, «Приключения Жака Садера» («Les aventures de Jacques Sade ur dans la dé couverte des terres Australes», 1693), Габриеля Фуаньи, и «Базилиада» ("Naufrage des iles flottantes ou la Basiliade de Pilpa ï ", 1753), Морелли. Видя в имущественном неравенстве корень всяческого зла, Морелли требует, чтобы распределение продуктов имело своим основанием соответствие не труду, а потребностям людей; кроме потребностей, и все их страсти также должны получать полное удовлетворение. Это приводит Морелли к провозглашению брачного коммунизма. Описав в «Базилиаде» идеальный коммунистический строй, в сочинении «Кодекс природы» («Code de la nature ou le v éritable ésprit des lois, de tous temps négligé et mé connu», 1755) он облекает свои мысли в догматическую форму. Три основных закона рекомендует Морелли для реорганизации общества: первый — собственность отменяется, второй — всякий человек рассматривается как должностное лицо, как чиновник, и тpeтий — каждый гражданин обязан содействовать общему благу. Получать от государства пропитание — это право, работать — это обязанность граждан.
До известной степени коммунистические идеи излагались священником Жаном Мелье в его «Завещании» (1760), опубликованном, с пропуском именно коммунистических мест, Вольтером, как антирелигиозный документ.
Более стройную, но не лишённую противоречий коммунистическую систему находим в сочинениях Мабли: «Entretiens de Phocion» (1763), «De la l é gislation on principes des lois» (1776) и «Droits et devoirs du citoyen» (1789). «Собственность приводит к разделению на классы — говорит Мабли. Богатые всегда предпочитают своё личное благо благу общественному, а бедные не могут любить правительство, которое оставляет их в нищете. Одна только общность имущества создаёт добрых граждан». Однако, на полное осуществление своих идей Мабли не надеется; ему кажется, что «жадность и честолюбие всегда будут тормозить дело законодателя», которому предлагает следовать, главным образом, примеру Ликурга. Считая целью жизни не наслаждение, а добродетель, Мабли, в отличие от Мора и его последователей, придаёт своему коммунизму характер до известной степени аскетический и рекомендует людям «умеренность». Законодательство Ликурга (коммунистический характер которого французскими писателями XVIII в. крайне преувеличивался) казалось образцовым не одному Мабли: в «Энциклопедии» Ликург назван «философом, лучше всех знавшим природу человека». Вдохновлялись в то время «Республикой» Платона и примитивным коммунизмом острова Крита. Геро-де-Сешелль, составляя проект конституции, искал также в парижской библиотеке подлинных законов Миноса, чтобы положить их в основание французского законодательства.

## Домарксистские коммунистические учения Нового времени

### Коммунистические идеи периода Великой французской революции
Главнейшие деятели Великой французской революции были чужды коммунизму и даже ему враждебны; но тем не менее и в эту эпоху коммунистические идеи имели своих представителей. Франсуа Буассель (1728—1807), адвокат, оратор якобинских клубов, требовал полного равенства, а как условия его — общности имуществ и разделения продуктов сообразно потребностям. Марат в своих филиппиках против «денежной аристократии» договаривался иногда до таких мыслей: «равенство прав должно привести к равенству наслаждений; только на этом может успокоиться мысль». Автор «Cath échisme des athé es», сотрудник Бабёфа и истинный автор манифеста бабувистов, Сильван Марешаль, формулировал свой коммунизм следующими словами: «нет больше частной собственности на землю! Мы требуем общего потребления принадлежащих всем плодов земных»… Сам Бабёф стоял сначала на точке зрения раздела земли и полного имущественного равенства. «Фактическое равенство — писал он — не химера. Практический опыт его осуществления был счастливо предпринят великим трибуном Ликургом». Определённо коммунистическими тенденциями отличался устроенный Бабёфом и вскоре закрытый правительством «клуб равных», а ещё более возникший в 1796 году между Бабёфом, Дарте и другими «заговор равных», направленный на ниспровержение республиканского правительства и создание новой государственной формы на коммунистических началах. «Мы желаем — говорилось в манифесте заговорщиков — общего имущества или общности имуществ. Нет больше частной собственности на землю, земля ничья. Плоды принадлежат всем… Пусть не будет между людьми другой разницы, кроме разницы пола и возраста… Природа дала каждому человеку равное право на пользование всеми благами. Труд и наслаждения должны быть у людей общими». С подавлением заговора Бабёфа, к 1799 году и особенно в начале 19 в. утопический коммунизм и социализмом во Франции представлен Шарлем Фурье.

### Общины Оуэна в Англии
В Англии филантроп и социалист Роберт Оуэн, предложивший сначала устроить колонии для безработных, в середине 1820-х годов начинает рекомендовать коммунистические общины, как полное решение рабочего вопроса, и сам предпринимает в Америке (в Индиане и в Мексике) несколько неудачных опытов этого рода. Насчитывают 11 коммунистического характера общин, основанных его последователями; все они были недолговечны. Однако теоретическое учение Оуэна принадлежит всецело социализму.

### Ранний мормонизм
Идеи социальной справедливости и обобществления всего имущества доминировали в мормонской церкви на раннем этапе, когда большим влиянием в ней пользовался проповедник Сидни Ригдон. Когда Ригдон был отлучён от церкви в результате кризиса преемника, мормоны постепенно отказались от практики обобществления имущества.

### Коммунистические мыслители Франции первой половины XIX века
Проводником коммунистических идей во Франции в 30-х годах явился Буонарроти, участник заговора 1796 года и личный друг Бабёфа, приговорённый к изгнанию и возвратившийся в Париж лишь после июльской революции. Устно и письменно (ему принадлежит написанная с публицистическими целями история заговора Бабёфа) пропагандировал он коммунизм среди французской молодёжи. Однако, даже его личное участие в некоторых тайных республиканских обществах не придало им коммунистического характера. Исходным пунктом новейшего французского коммунизма является 1840 г., когда почти одновременно стало выходить несколько коммунистического направления журналов и когда появились «Voyage en Icarie» Кабе, "La Bible de la Libérté " аббата Констана, «L’Evangile du Peuple» Эскироса, «Ni châteaux, ni chaumiè res» Пийо и др., сразу же обнаружившие в коммунистическом лагере значительные теоретические разногласия.
Все коммунистические учения того времени можно разделить на три типа: 1)коммунизм сентиментально-этический, 2) коммунизм материалистически-революционный и 3) коммунизм мистически-религиозный.
Главнейшим представителем первого является Этьен Кабе. Характерные черты его учения, навлёкшие на него нападки других коммунистов, заключались в том, что социального переворота он ждал исключительно от мирного распространения идей, большие надежды возлагал на присущие людям альтруистические чувства, допускал возможность переходного режима, когда частная собственность сохраняется, и, сам исповедуя неопределённый деизм, искал в религии опоры для своей системы. С 1841 года прежде радикально-политический журнал «Le Populaire» делается органом коммунистического учения Кабе. Ему сразу пришлось вступить в полемику с коммунистами-материалистами и коммунистами-мистиками.
К Кабе примыкает Лапоннере, основавший, вместе с Шароном и Лаготьером, журнал «L’Intélligence». Впоследствии сотрудник «Populaire», Лапоннере высказывал здесь лишь сантиментальные пожелания, чтобы «между предпринимателями и подёнщиками были братские отношения», и объяснял существование пролетариата «эгоизмом одних и невежеством других».
Промежуточное место между коммунизмом этическим и материалистическим занимает учение Ришара Лаготьера. В своём «катехизисе» («Petit cathéchisme de la ré forme sociale», 1839) он говорит: «Что такое собственность? Право, данное природой всякому живому существу на вещи, необходимые для удовлетворения его потребностей». В другом его сочинении: «De la loi sociale» (1841) читаем: «Для нормального развития способностей всех личностей нужны: равенство в средствах существования, равенство пропорциональное, распределяющее труд согласно силам, пищу — согласно потребностям, образование — согласно способностям». Издававшийся Лаготьером журнал "La Fratérnité " (1841—1843) восставал против крайностей материалистического коммунизма.
Наиболее замечательным представителем последнего является Дезами, сначала личный друг и сотрудник Кабе, затем его самый ожесточённый противник. В противность Кабе, он не верил в силу любви и полагал, что хорошего экономического устройства достаточно, чтобы разумно регулировать человеческий эгоизм. Единомышленник Дезами, аббат Пилло, требовал в своём памфлете: «Ni cháteaux, ni chaumières» насильственного проведения в жизнь коммунистических принципов; он предлагал обращаться с противниками коммунизма, как с одержимыми буйным помешательством. Материалистического коммунизма придерживался и «L’Humanitaire» (1841) — журнал рабочих, принадлежавших к «Société des travailleurs égalitaires». Банкет, устроенный в 1840 г. группой Дезами-Пилло, привлёк 1200 человек.
Представителями мистически-религиозного коммунизма были аббат Констан, Эскирос, Дюмениль, Дидье, Дежарден и др. Видя в Евангелии полный социальный кодекс, Констан и свою проповедь коммунизма возлагает в уста Христа. То угрожая насилием ("Bible de la Liberté ", 1840) и восхваляя Томаса Мюнцера ("Le Testament de la Liberté ", 1848), то призывая человечество к любви и к «истинной» религии («Le livre des larmes ou le Christ consolateur», 1845), Констан требует учреждения «христианской общности имуществ» (communaut é chré tienne). Коммунизм его несвободен от противоречий: он говорит и об ассоциации труда с капиталом, оставляя этот последний в частном владении. Своё учение Констан сам называет неокатолическим коммунизмом. Поэт, романист и автор педагогических сочинений, Эскирос, в изданном им анонимно сочинении «L’Evangile du Peuple» (1840), представил революционно-коммунистический комментарий к Евангелию. Его коммунизм, хотя и откровенный, мистичен и туманен.
Пророческим, мистическим характером отличаются и коммунистические сочинения Дюмениля. В «Livre des Communistes» (1845) Рене Дидье коммунистические идеи излагаются уже в форме какого-то болезненного бреда. Дежарден, в сочинении: «De l’Organisation de la Fraternité ou d’une constitution à donner aux peuples» (1848), выступает защитником умеренного и эклектического коммунизма, опирающегося на две формулы: «à chacun selon ses besoins» и «à chacun selon ses oeuvres»; отсюда выводится равенство в необходимом и сообразный заслугам излишек. Проведение коммунизма в жизнь Дежарден ждёт от «законодательной деятельности народных представителей». Последнее мнение разделяет и Френуа, высказывающийся, в брошюре «Système unitaire ou lettres philosophiques et encyclopédiques» (1840), за особый вид коммунизма, централизованный, и называющий себя «унитарием».
Общая численность всех коммунистов во Франции, в 1844 году, превышала, по словам их противника, Прудона, 100 тысяч человек. Наибольшее число приверженцев, особенно в рабочем классе, имел Кабе. Его учение было занесено также в Германию, Швейцарию, Англию, Испанию и США.

### Коммуны в США

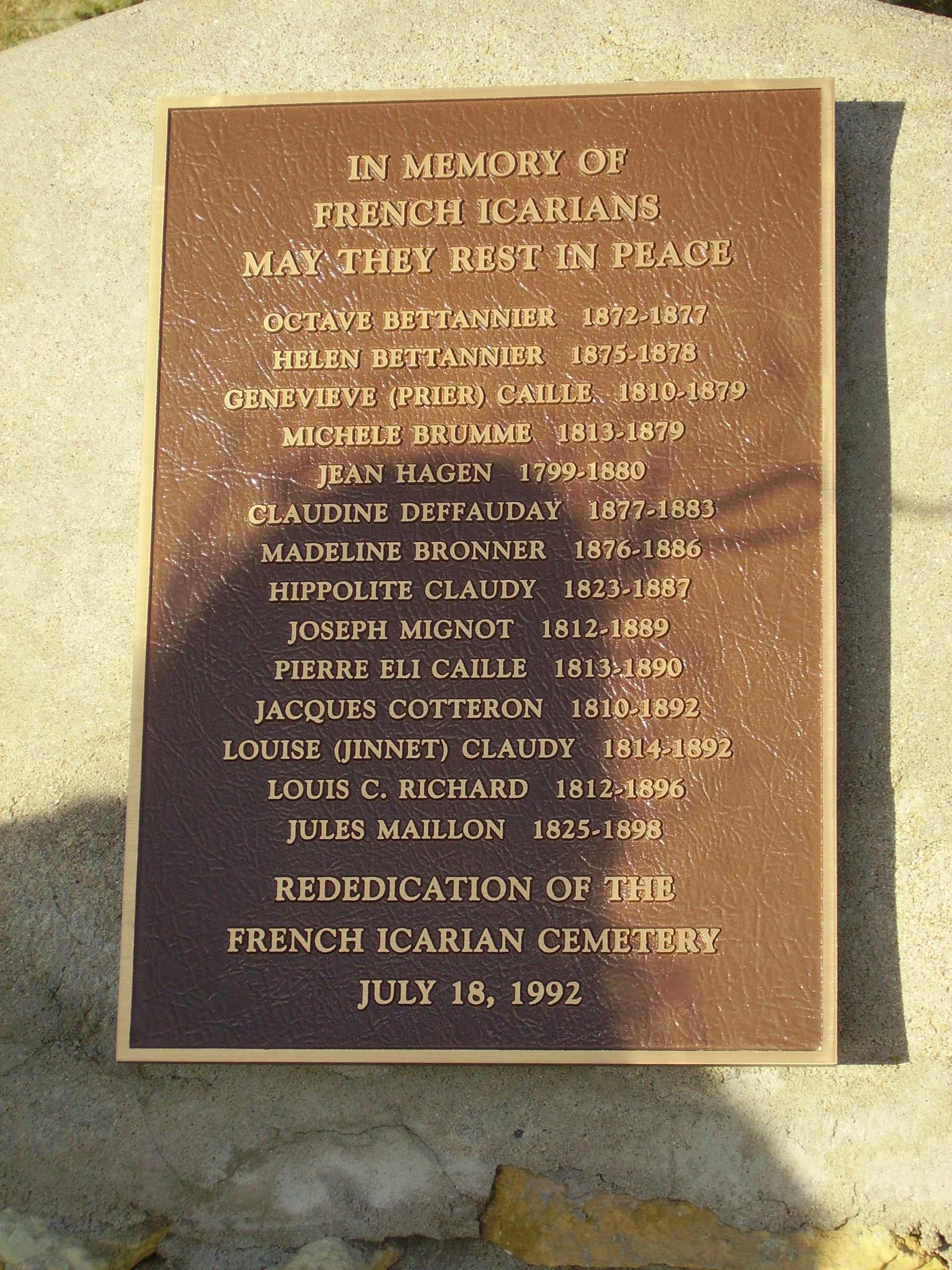
Памятная табличка на кладбище города Корнинг (Айова), где похоронены икарийцы

Самим Кабе сделан был опыт практического осуществления его идей в США, для чего в 1847 г. куплен был миллион акров земли в Техасе и организовано переселение туда французских рабочих. После целого ряда неудач на месте предположенной колонии, эмигранты поселились в Новом Орлеане, куда к ним приехал Кабе, организовавший из 280 человек новую колонию в Нову (штат Иллинойс). Благодаря усиленному труду поселенцев, дела икарийской общины шли хорошо и до 1855 года население её увеличивалось, достигнув цифры 500 членов. Но в этом году обнаружились раздоры и недовольство против Кабе, присвоившего себе диктаторскую власть. Он был арестован и выслан из колонии, после чего 200 человек последовали за ним в Сент-Луис (штат Миссури), где было основано новое общежитие, лишь ненадолго пережившее его основателя. Между тем оставшиеся в Нову икарийцы, переселившись в Айову, устроили здесь новую земледельческую колонию, на республикански-коммунистических основаниях. Землер, посетивший её в 1879 году, рассказывает о проявлявшемся тогда в молодом поколении стремлении к подушному разделу.
Независимо от Кабе, в 20—40 годах в Америке возникает целый ряд других коммунистических общин, преимущественно религиозного характера. Наибольшего благосостояния достигло в штате Айова аманское общество, составившееся из переселившихся в 1842 году немцев, объединённых религиозным фанатизмом. Там до 1600 человек занимало и обрабатывало около 30000 акров, проводя в жизнь строгие принципы аскетического коммунизма.
Тем же характером отличаются общины перфекционистов или библейских коммунистов (их основатель — Джон Нойес), отрёкшихся от подданства Соединённым Штатам, отвергших собственность и брак и установивших равенство полов; затем община зоарских сепаратистов (штат Огайо), «экономия» гармонистов (последователи Георга Раппа) и многие другие.
Общая черта всех американских коммунистических опытов — их крайняя недолговечность и религиозный фанатизм их основателей; некоторые, кроме того, отличались особенно последовательным проведением коммунистических принципов, применявшихся не только к собственности, но и к браку.

### Коммунистические идеи в Бельгии, Германии и Швейцарии
Отголосками французского коммунизма в Бельгии являются статьи Иоттранда в газете «Courrier Belge», в Швейцарии и Германии — агитация и сочинения подмастерья портняжного цеха Вильгельма Вейтлинга. В своём главном сочинении: «Garantien der Harmonie und Freiheit», Вейтлинг эклектически соединил мысли Кампанеллы, Бабёфа, Оуэна, Кабе и Фурье. Эта смесь социализма с коммунизмом привела его к репартиционной формуле Дежардена, независимо от последнего. Труд умственный приравнивается Вейтлингом к труду физическому, а для точного исчисления затраченного каждым количества труда предлагаются особые бухгалтерские книги. В Швейцарии агитация Вейтлинга привела к образованию тайного коммунистического клуба, мечтавшего о кровавом перевороте и имевшего своих агентов в различных государствах. В Германии в это же время коммунистические идеи проникли в литературные круги и нашли некоторую опору в философии Фейербаха.

## Современные коммунистические учения

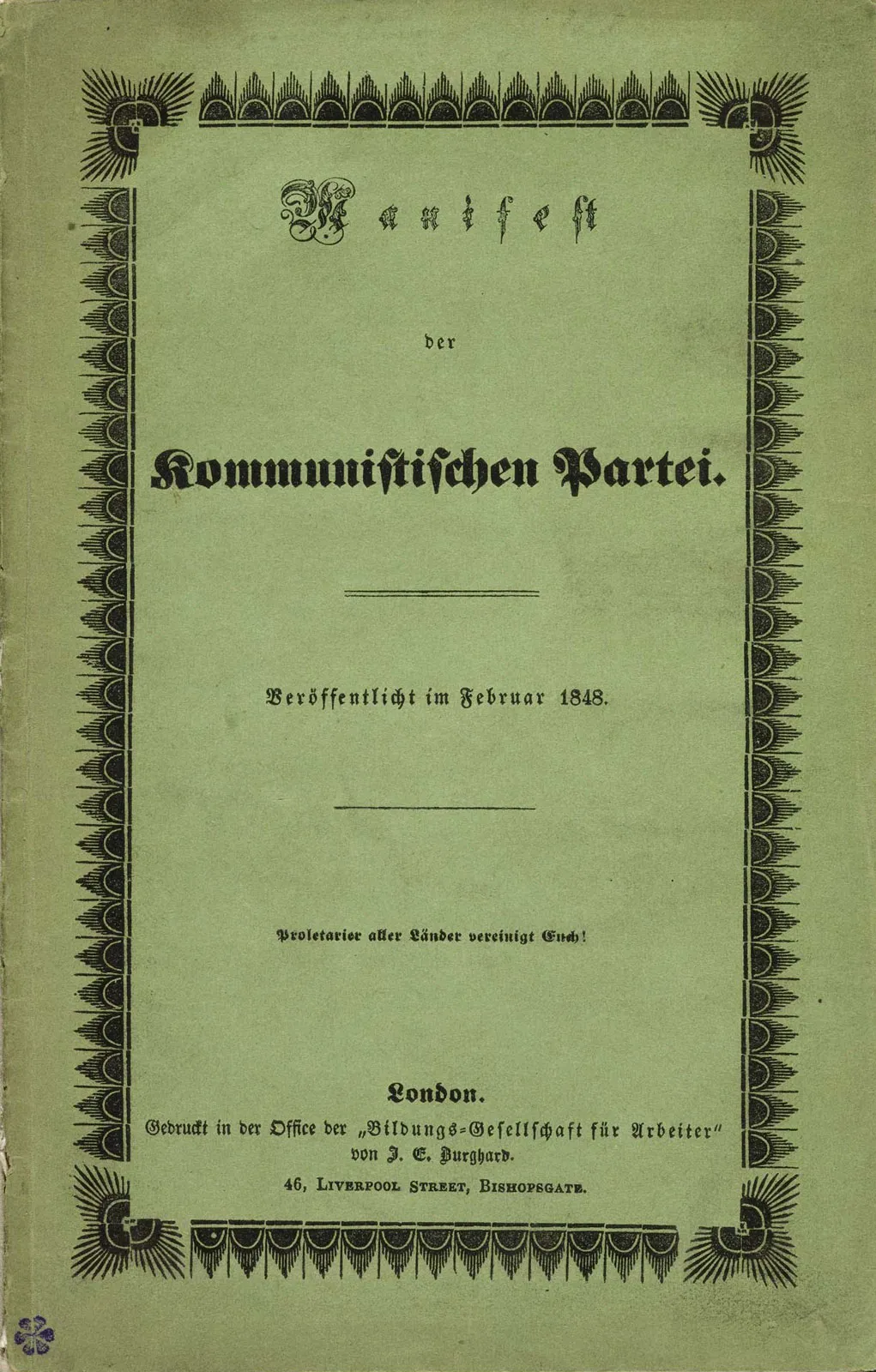
Обложка Коммунистического манифеста

В 1847 году в Лондоне из остатков коммунистического клуба создан был, для целей мирной пропаганды, союз коммунистов, куда вошли Маркс и Энгельс; в качестве программы Союза, после его второго конгресса, ими был издан Коммунистический манифест, переведённый на все европейские языки и получивший громадную известность. Представляя собой первую формулировку основных принципов научного социализма, Коммунистический манифест заимствует у коммунизма его идеал, а у социализма — экономическое учение и многие практические требования, причём последние занимают первое место, а коммунизм отступает на второй план.
Марксизм провозгласил ближайшей целью создание пролетарского государства и отмену крупной частной собственности на средства производства. Основным принципом такого государства провозглашался лозунг «От каждого по его способностям, каждому — по его труду», при этом сохраняется оплата труда и денежное распределение товаров. Строй, в котором собственником средств производства является государство, обычно называется социализмом. В далёкой перспективе Маркс предсказывал появление системы, основанной на принципе «каждый по способностям, каждому по потребностям», которую обычно называли коммунизмом, а некоторые современные марксисты — полным коммунизмом. Сам Маркс назвал коммунизмом общественно-экономическую формацию, основанную на общественной собственности на средства производства, первой стадией которого является социализм, а высшей — коммунизм. Таким образом, марксистский термин «коммунизм» объединяет эти две системы.
С конца XIX века и по наше время наиболее значительными коммунистическими идеологиями являются анархо-коммунизм и марксизм. В XX веке на основе марксизма появились такие коммунистические учения, как ленинизм, троцкизм и маоизм.